# Buddhismus v Číně

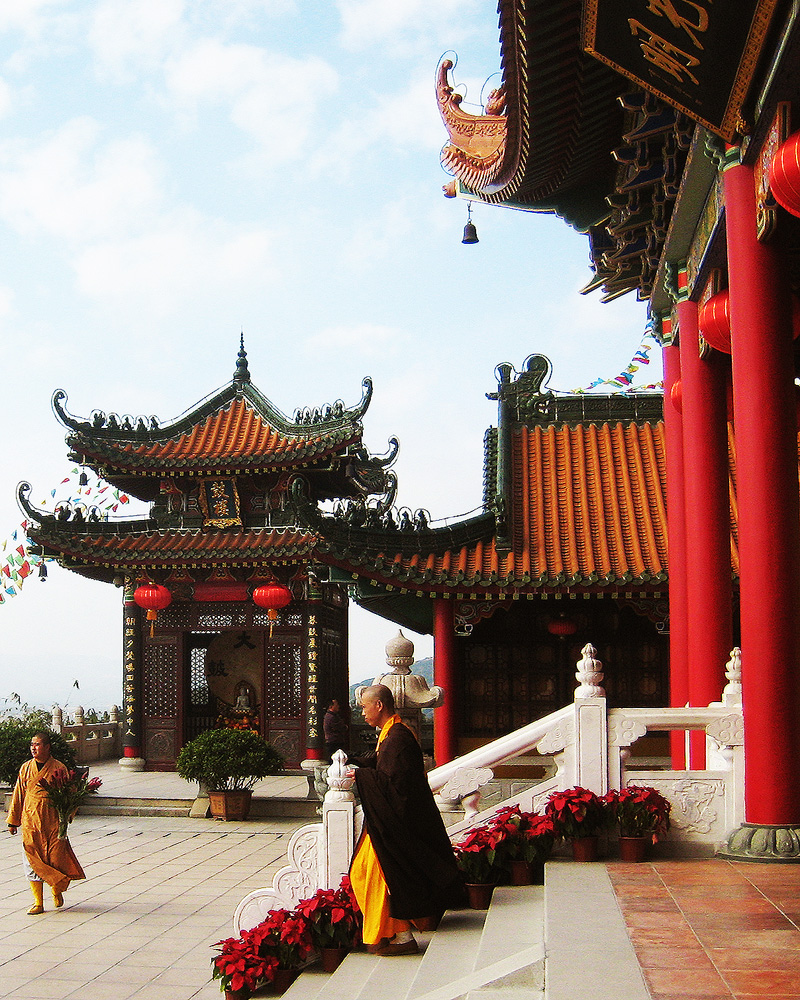
Chrám ve městě Ču-chaj a přítomní buddhističtí mniši

Buddhismus v Číně je specifickou směsicí mnoha různých původně buddhistických i nebuddhistických tradic, které se v Číně rozvíjel již od dob starověku. Čínský buddhismus je pojem, kterým se rozumí zejména směr mahájánového buddhismu v Číně. V něm výrazně převládá tradice čchanu, ale patří pod něj také další školy buddhismu včetně Čisté země. Čchan vznikl v Číně již pravděpodobně v 6. století. Tyto školy v sobě sjednocují ideály konfucianismu, taoismu i dalších, původně filozofických nauk včetně vlivu tradičního lidového náboženství. V průběhu 8. století se Čína stala jednou z hlavních center buddhismu. 
Čínský buddhismus je dnes rozšířený i za hranicemi Číny, jmenovitě to jsou země jako Tchaj-wan, Singapur a Malajsie, je většinou také náboženstvím čínské diaspory všude po světě.

## Dějiny buddhismu v Číně
Buddhismus se pravděpodobně dostal do Číny okolo 1. století. Některé zprávy však hovoří již o době Ašókově i jiných možných epochách.
První překlad mahájánového textu byl pořízen mezi lety 178–189 díky kušánskému překladateli Lókakšémovi. V dalších letech se dále rozvíjela překladatelská činnost a brzy bylo do čínštiny přeloženo velmi mnoho mahájánových textů. Začaly se stavět buddhistické kláštery a chrámy. Na přelomu 4. a 5. století se čínský mnich Fa-sien vydal do Indie, aby odtud přinesl posvátná písma.

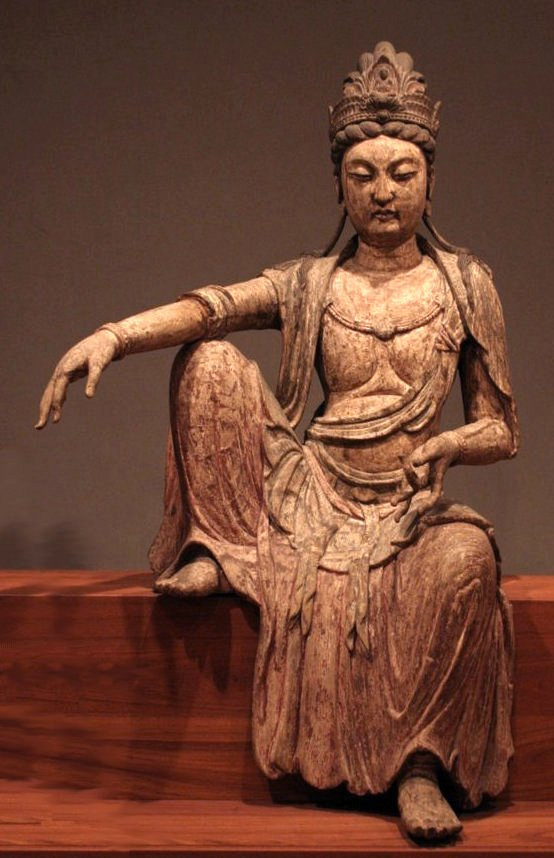
Bódhisattva Kuan-jin, doba dynastie Sung (socha první pol. 11. stol.)

Po krátkém období pronásledování v 6. století nastává za dynastie Tchang rozkvět buddhismu. Buddhismus byl podporován státem i mnohými laiky a mnohé kláštery si tak brzy získal obrovský vliv nejen na politickou situaci v zemi. Tak počalo rokem 845 pronásledování buddhismu, boření buddhistických klášterů apod. Za dynastie Sung (10.–13. století) buddhismus do jisté míry „splynul“ s konfucianismem a taoismem a buddhistické kláštery se staly centrem vzdělanosti
Tak jako všude jinde, i v Číně se buddhismus nevyhnul štěpení na různé školy. Asi nejvýznamnější je dodnes škola čchan. Významnou školou se stala také Čisté země.
Pro Čínu je typické, že v podstatě „cizí“ náboženství (buddhismus) přijala velmi rychle a přetvořila jej do specifické podoby.